# Барабанов, Александр Кузьмич
Алекса́ндр Кузьми́ч Бараба́нов (20 августа 1920, Шишино, Томская губерния — 21 октября 1970, Харьков) — гвардии старший лейтенант Советской Армии, участник Великой Отечественной войны, Герой Советского Союза (1943).

## Биография
Александр Кузьмич Барабанов родился 20 августа 1920 года в рабочей семье в посёлке Шишино (Станционный) Тарсминской волости Щегловского уезда Томской губернии, ныне посёлок — административный центр Шишинского сельского поселения Топкинского района Кемеровской области.
После окончания начальной школы работал пионервожатым.
В 1940 году был призван Топкинским РВК Новосибирской области на службу в Рабоче-крестьянскую Красную Армию. С 6 марта 1943 года — на фронтах Великой Отечественной войны. К августу 1943 года гвардии ефрейтор Александр Барабанов был наводчиком орудия 1-й батареи 5-го воздушно-десантного гвардейского артиллерийского полка 10-й гвардейской воздушно-десантной дивизии 37-й армии Степного фронта. Отличился во время битвы за Днепр.
18 августа 1943 года Барабанов, несмотря на обстрел своей позиции артиллерией противника, продолжил ведение огня, выполнив поставленную боевую задачу. За этот бой 24 августа он был награждён медалью «За боевые заслуги».
В начале октября 1943 года подразделение Барабанова форсировало Днепр в районе села Переволочна (ныне — Светлогорское) Кобелякского района Полтавской области. Вместе со своим расчётом Барабанов поддерживал стрелковые подразделения. В боях за захват, удержание и расширение плацдарма расчёт Барабанова отразил шесть контратак противника, подбил шесть танков из орудия и один — гранатой. В ходе боя Барабанов был тяжело ранен.
Указом Президиума Верховного Совета СССР от 20 декабря 1943 года за «успешное форсирование реки Днепр, прочное закрепление плацдарма на западном берегу реки Днепр и проявленные при этому отвагу и геройство» гвардии ефрейтор Александр Барабанов был удостоен высокого звания Героя Советского Союза с вручением ордена Ленина и медали «Золотая Звезда» за номером 3475.
В 1946 году окончил Сталинградское военное танковое училище, находившееся в то время в Харькове, после чего продолжил службу.
С 1946 года член ВКП(б).
В 1947 году в звании старшего лейтенанта был уволен в запас. В 1948—1958 годах Барабанов работал на Ольшанской мебельной фабрике Харьковской области, впоследствии — в облпотребсоюзе.
Александр Кузьмич Барабанов умер в Харькове 21 октября 1970 года. Похоронен на 2-м городском кладбище Харькова.

## Награды
- Герой Советского Союза, 20 декабря 1943 года[2]
  - Орден Ленина
  - Медаль «Золотая Звезда» № 3475
- Орден Красной Звезды[1]
- медали, в том числе
  - Медаль «За боевые заслуги», 27 августа 1943 года[3]
  - Медаль «За победу над Германией в Великой Отечественной войне 1941-1945 гг.», 23 февраля 1946 года[4]